# شمس‌الورا شمس‌الورایف
شمس‌الورا شمس‌الورایف (به ترکی آذربایجانی: Çamsulvara Çamsulvarayev) (به روسی: Чамсулвара Чамсулвараев) (۶ سپتامبر ۱۹۸۴ – ۲۸ سپتامبر ۲۰۱۶) یک کشتی‌گیر اهل روسیه بود که در دستهٔ ۷۴ کیلوگرم کشتی آزاد برای جمهوری آذربایجان رقابت می‌کرد. او دارای مدال‌های نقره و برنز مسابقات قهرمانی کشتی جهان در سال‌های ۲۰۰۷ و ۲۰۰۹، و نیز قهرمان مسابقات قهرمانی کشتی اروپا در ۲۰۰۹ بود.
شمس‌الوارایف در المپیک ۲۰۰۸ پکن نیز برای جمهوری آذربایجان رقابت کرد. او حریف صادق گودرزی در فینال مسابقات جام جهانی کشتی ۲۰۰۹ تهران بود که پیروز شد. او در سال ۲۰۱۴ از دنیای کشتی خداحافظی کرده و به گروه داعش پیوسته بود که در سال ۲۰۱۶ در یک حمله هوایی در نزدیکی شهر موصل عراق کشته شد.